# Astaldi
Astaldi SpA este o companie italiană care este unul dintre cei mai puternici operatori europeni din domeniul construcțiilor.
Din cadrul grupului italian face parte și compania Italstrade.

## Webuild Finalizează Achiziția Astaldi
Webuild anunță finalizarea achiziției a 65% din Astaldi, cea mai importantă achiziție realizată în cadrul Progetto Italia (Proiect Italia). Aceasta conduce la crearea unui nou Grup specializat în proiecte mari de infrastructură în mobilitate durabilă, hidroenergie, apă și clădiri verzi. Grupul va fi lider pe piața italiană și se va clasa printre principalii jucători ai sectorului la nivel mondial, cu un stoc de comenzi de peste 40 de miliarde de euro.
Pe lângă faptul că oferă grupului Webuild o amploare mai mare, achiziția va reuni o gamă largă de experiențe tehnice și inginerești inovatoare, dezvoltate pe aproape 100 de șantiere din întreaga lume. Acesta va extinde amprenta geografică a Grupului pentru a-i permite să acționeze rapid asupra programelor de investiții promovate de guvernele naționale pentru proiecte de infrastructură mari și strategice și să contribuie la promovarea Obiectivelor de Dezvoltare Durabilă (ODD) stabilite de Națiunile Unite și la lupta împotriva schimbărilor climatice.
Grupul care va fi creat prin alăturarea celor mai mari doi jucători ai Italiei din sectorul infrastructurii va avea rădăcini mai adânci pe piața sa de origine, unde va juca un rol important în a ajuta la revigorarea sectorului în Italia și în lume. În 2020, Grupul a contribuit la relansarea proiectelor strategice în valoare de peste 3,6 miliarde de euro, cum ar fi calea ferată de mare viteză Verona-Padova, autostrada Ionică și nodul feroviar din Genova. Odată cu achiziția, acesta va garanta că va continua munca la proiecte strategice pentru clienți și comunități deopotrivă din Italia și din străinătate care implică Astaldi, salvând locurile de muncă. Aceste proiecte includ Linia 4 a rețelei de metrou din Milano, calea ferată de mare viteză Napoli-Bari și tranzitul feroviar ușor Hurontario lângă Toronto.
Odată cu achiziționarea Astaldi, noul Grup va avea aproximativ 70.000 de angajați direcți și indirecți într-un moment în care angajarea este o prioritate pentru țări, în special pentru Italia. Cu o forță de muncă reprezentând peste 100 de naționalități, Grupul confirmă diversitatea drept unul dintre pilonii dezvoltării afacerii sale.
Operațiunea a fost finalizată printr-o majorare de capital de către Astaldi în valoare de 225 de milioane de euro în numerar și rezervată Webuild. Veniturile strânse vor finanța Astaldi ca o preocupare continuă și vor plăti, de asemenea, creditorii privilegiați și pre-deductibili. Webuild și-a finanțat participarea cu numerar strâns dintr-o majorare de capital din noiembrie 2019, care a fost subscris și vărsat integral de Salini Costruttori, CDP Equity, Banco BPM, Intesa Sanpaolo, UniCredit și alți investitori instituționali.

## Astaldi(Webuild) în România
Compania este prezentă și în România, unde a realizat numeroase lucrări de infrastructură.
Astaldi Grup a achiziționat în 2001 firma Astalrom, în care a investit peste 2 milioane euro (inclusiv costuri de achiziții) dezvoltând un atelier de mecanizare și o stație de concasare pentru agregat.
Compania a fost criticată de presa românească pentru calitatea slabă a lucrărilor realizate în România, la prețuri exagerate, fiind acuzată de complicitate cu funcționari publici corupți.